# Psilozona nigritarsis
Psilozona nigritarsis là một loài ruồi trong họ Asilidae. Psilozona nigritarsis được Ricardo miêu tả năm 1912. Loài này phân bố ở miền Australasia.